# Ross Daly
Pour les articles homonymes, voir Daly.
Ross Daly (29 septembre 1952 à King's Lynn, Norfolk) est un compositeur et musicien poly-instrumentiste d'origine irlandaise. Fils de physicien, il a vécu très jeune au Canada, au Japon et aux États-Unis, notamment. Il étudie le violoncelle et la guitare classique dès l'enfance. Il découvre et étudie la musique indienne avec la vague hippie. En 1975, il s'installe en Crète et apprend la musique crétoise à la vièle lyra crétoise avec Kostas Mountakis. Il s'initie aussi à la musique ottomane en Turquie. Il est aussi polyglotte (anglais, français, grec, turc).
Il joue professionnellement les instruments suivant : lyra, rabâb, tarhu, laouto, kemençe, oud, saz et tanbur. Il a fondé en 1982 le groupe Labyrinthe (avec Periklís Papapetrópoulos notamment). Depuis 2003 il développe une école de musique traditionnelle : le musical  labyrinthe workshop. En 2004 il fut le directeur artistique du programme culturel des jeux olympiques à Heraklion. Connu mondialement, il a participé à de nombreux projets musicaux inédits par le métissage d'artistes ou d'instruments de traditions variées.

## Discographie
- Synavgeia Libra Music

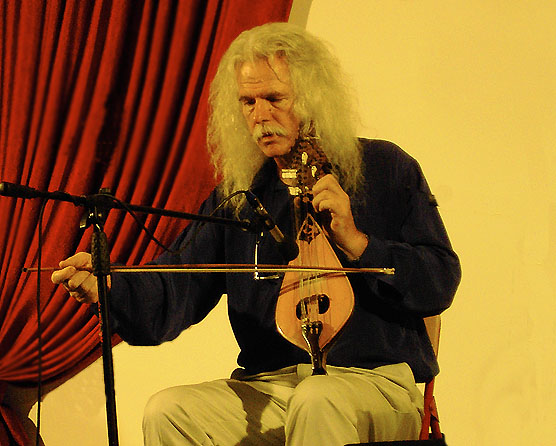
Ross à la lyra

- Oneirou Topoi, (1982) Aérakis Music

- Beyond the Horizon Seistron Music

- Kin-Kin Seistron Music

- Iris Protasis Music

- Me Ti Fevga Tou Kairou Seistron Music

- PNOI, (1993) RCA  BMG

- Selected Works Oriente

- Mitos, (1995) Network Medien

- An-Ki, (1996) Oriente

- At the café Aman, (1998) Network Medien

- Elefthero Simio, (1998) Oriente

- I Diki Mou Fili (Stelios Petrakis) Resistencia

- I skia tis thalassas (Achilleas Persidis) Polygram
- Notios Ichos (Achilleas Persidis) 1994 Polygram

- Gulistan, (2002) Nocturne

- Music of Crete, (2004) Fm Records

- Microkosmos, (2004) Nocturne

- Live at Theatre de la ville, (2004) Naive

- Cross Current, (2005) Oriente

- Naghma, (2005) Arion

- White dragon, (2008) Seistron  Music

- Echo of time, (2003) Double CD  Seistron Music

- Anamkhara (Kelly Thoma) (2009) Seistron Music